# کاشی نیم‌استوانه و کاشی صاف لبه‌برجسته

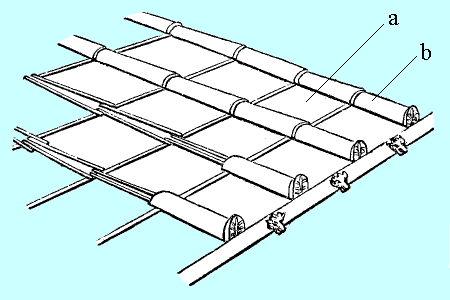
هر کاشی صاف لبه‌برجسته (الف) با زیر آن همپوشانی دارد، کناره‌های جانبی برجسته آن به سمت داخل باریک شده و بین حاشیه فوقانی کاشی پایینی بعدی قرار می‌گیرد. هر کاشی نیم‌استوانه منحنی (ب) پشته‌های جانبی مفاصل ایجاد شده بین کاشی لبه‌برجسته مجاور را می‌پوشاند. برخی از فلسی‌ها به منظور آشکارسازی جزئیات مفاصل کاشی‌های لبه‌برجسته نشان داده نشده‌اند.

کاشی نیم‌استوانه (به انگلیسیimbrex) و کاشی صاف لبه‌برجسته (به انگلیسیtegula) نوعی کاشی‌های بام روی هم قرار گرفتنی هستند که در معماری یونان و روم باستان به عنوان یک پوشش سقف ضدآب و با دوام بکار می‌رفتند. آنها عمدتاً از خاک رس تراکوتا شده، و گاهی از سنگ مرمر، برنز ویا اشیای مطلا کاری شده تولید می‌شدند. در روم، آنها جایگزین زونا چوبی شدند و تقریباً در هر نوع سازه‌ای، از ساختمان‌های محقر تا معابد بزرگ و ساختمان‌های عمومی مورد استفاده قرار گرفتند.

## نگارخانه

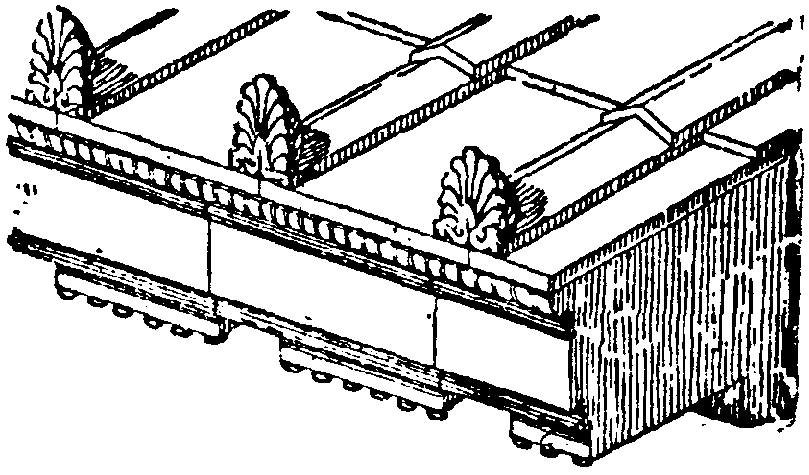
طرح سقف آنتی‌فیکس
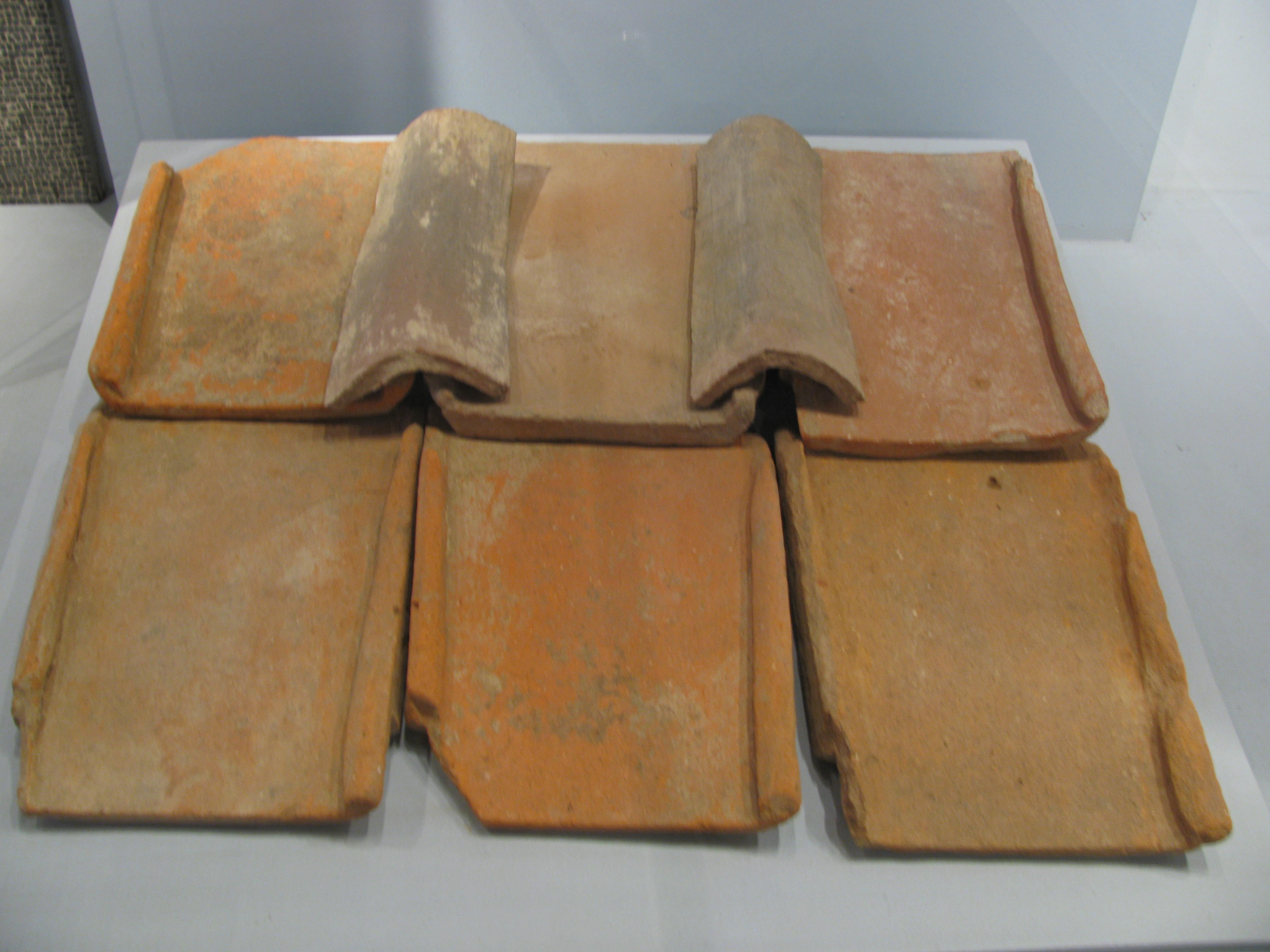
کاشی صاف لبه‌برجسته رومی و نیم‌استوانه - موزه فیورس (فرانسه)
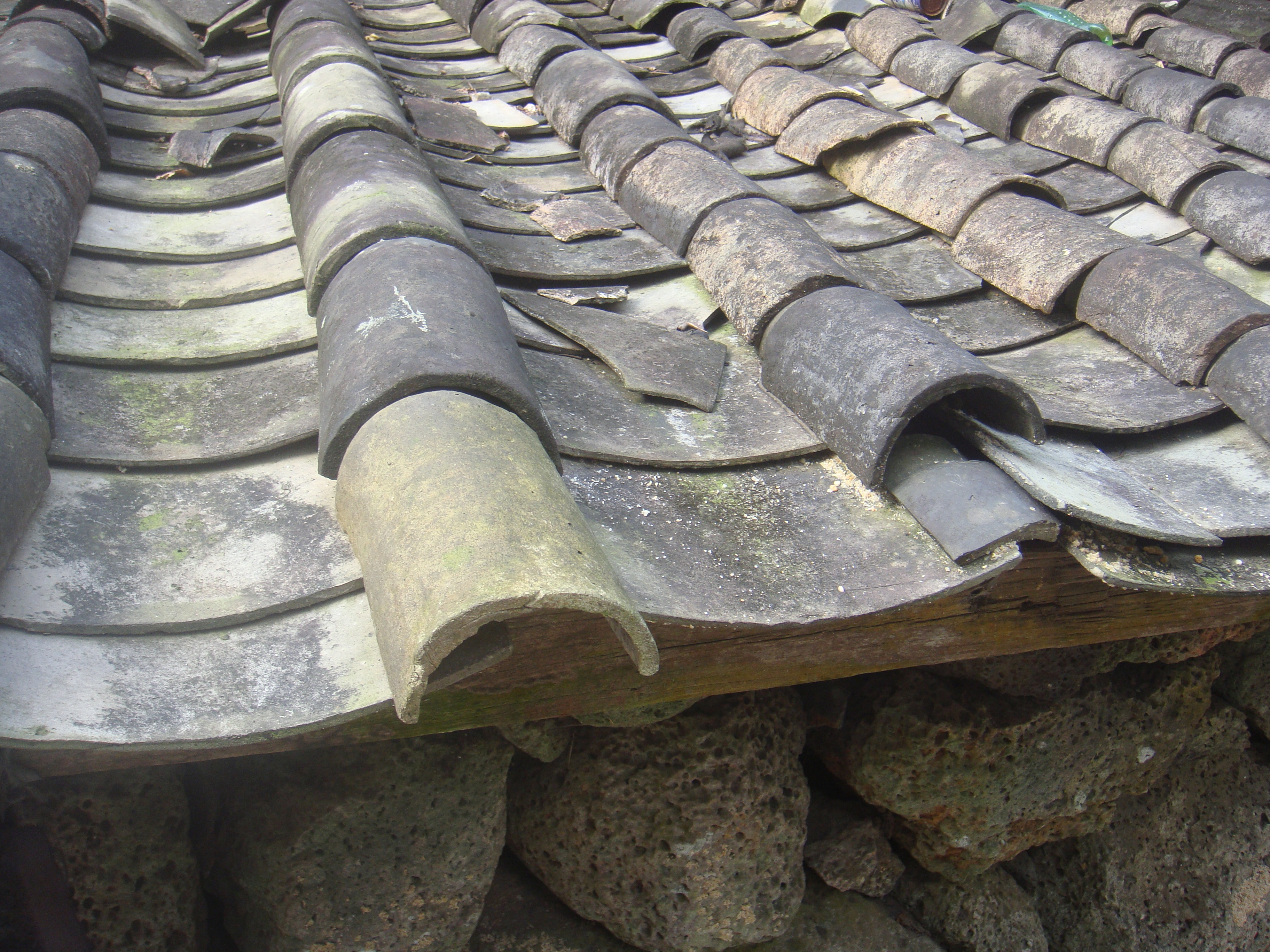
کاشی‌های سقفی به سبک کاشی صاف لبه‌برجسته و نیم‌استوانه در دیگر نقاط جهان نیز استفاده می‌شود. این سقف در هاینان چین با کاشی سطح صاف مقعر است.
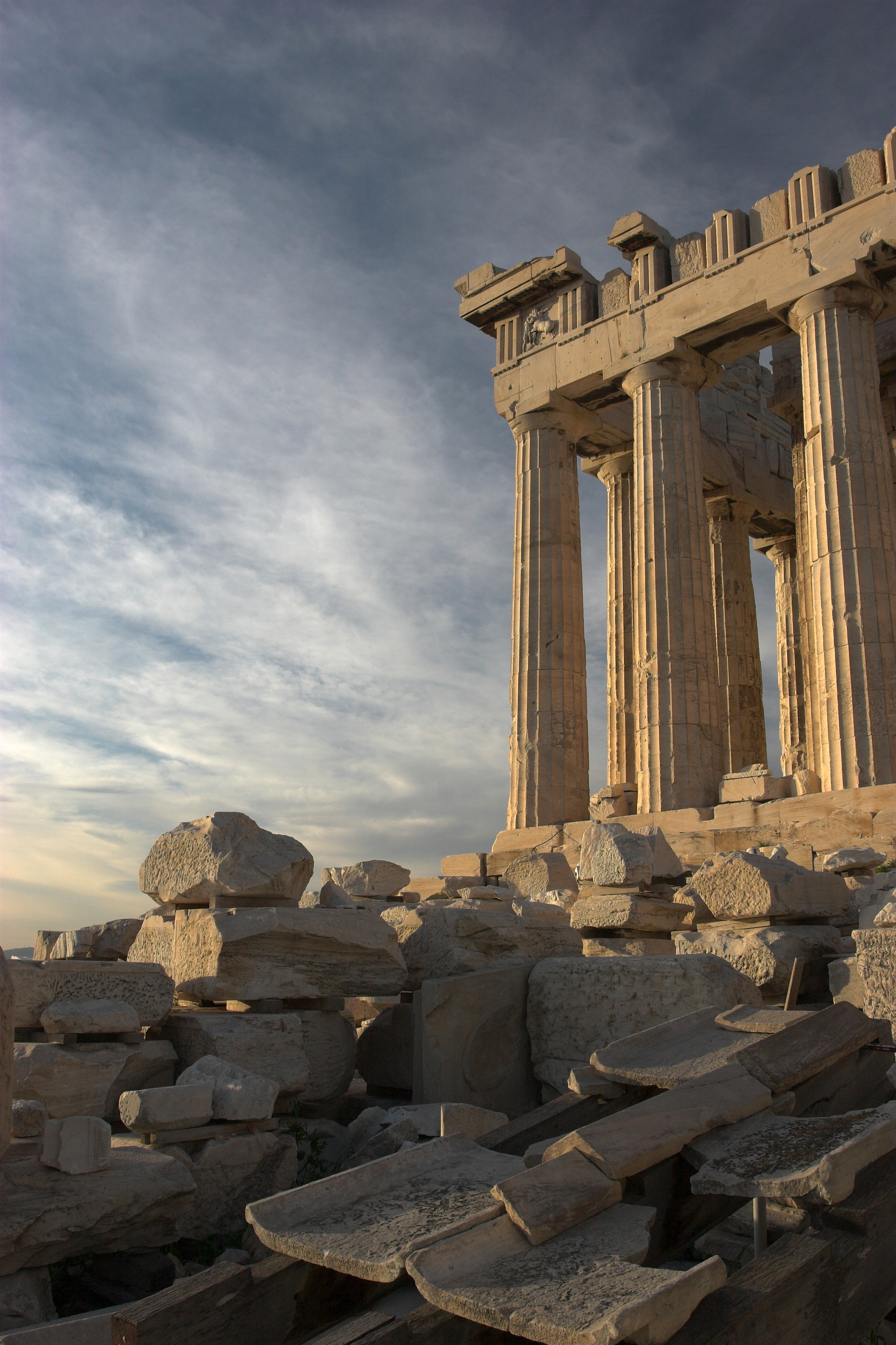
پارتنون از جنوب. در پیش‌زمینه تصویر ، بازسازی مصالح مرمری و کاشی صاف لبه‌برجسته تشکیل‌دهنده سقف قابل مشاهده است و بر تکیه گاه‌های چوبی تکیه زده‌است.